# Jeanne Hebbelynck
Jeanne Hebbelynck (Gent, 20 juni 1891 – Gent, 8 mei 1959) was een Belgisch illustrator van onder andere kinderboeken en religieuze prenten. 

## Geschiedenis

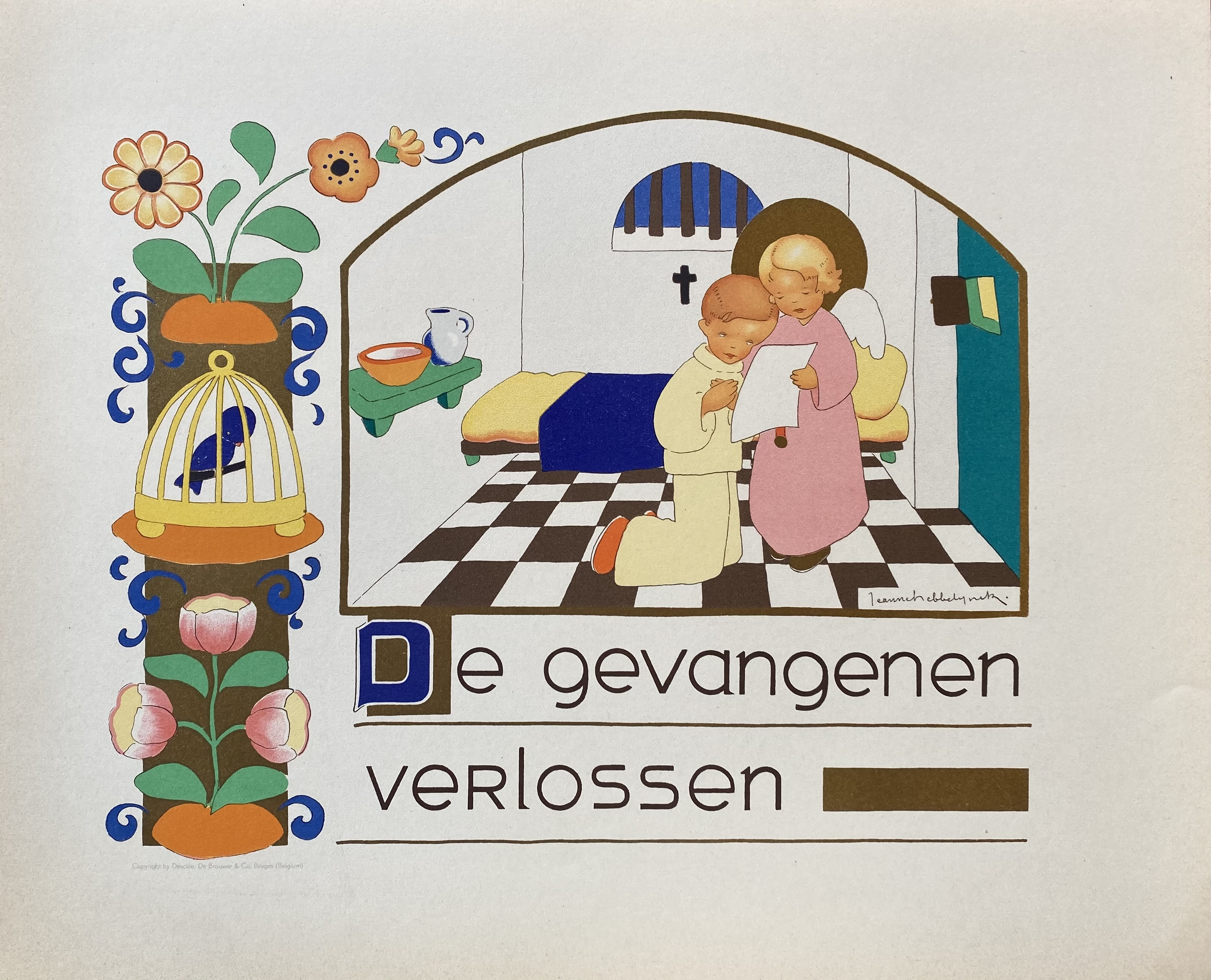
Jeanne Hebbelynck, lithografie 1920

Hebbelynck werd geboren als Jeanne Dutry en verkreeg haar familienaam nadat ze in 1915 huwde met de Gentse stafhouder Léon Hebbelynck. Al van jongs af aan was ze bezig met kunst. Ze begon samen met haar zus met het tekenen en schilderen van dorpen en steden die ze samen bezochten. Jeanne heeft een enorm oeuvre aan kinderboeken gecreëerd. De boeken werden uitgegeven in drie verschillende talen, Frans, Nederlands en Engels. Ze werkte voornamelijk samen met twee schrijvers; Camille Melloy (uit Sint-Niklaas) en Stijn Streuvels (uit Heule). Later schreef ze ook haar eigen verhalen.
Haar manier van werken was zeer typerend. Ze werkte met kalkpapier om haar tekeningen zeer precies over te brengen op papier. De materialen die ze gebruikte waren potlood en Chinese inkt. De kleuren werden elk één voor één aangebracht op de prenten met gouache of plakkaatverf. Ook haar miniaturen en religieuze prenten werden op deze manier gemaakt.
Hebbelynck leed aan staar, wat bij haar in het jaar 1937 tot volledige blindheid leidde. Ze bleef echter productief. Ze breidde haar atelier uit en met behulp van enkele leerlingen, vrienden en ook haar dochters werkte ze gewoon verder. Hierdoor creëerde ze ook boeken voor blinde kinderen.
Ook na haar dood werden er nieuwe kinderboeken gepubliceerd. Eén van de personen die het werk na haar dood heeft verdergezet was James Pennyless ook bekend als John Permeke. Hij is de zoon van de Belgische kunstenaar Constant Permeke.